# Szymon Bira
Szymon Bira (ur. 1987) – polski poeta.
Autor czterech książek poetyckich. Nominowany do Nagrody Literackiej Gdynia 2022 za 1,1. Publikował m.in. w ArtPapierze, dwutygodniku, Odrze O jego twórczości pisali m.in. Jakub Skurtys i Adam Partyka. Mieszka we Wrocławiu.

## Poezja
- światło umieranie (Mamiko, 2008)
- Podręcznik królowej (Oficyna Wydawnicza Atut, 2011)
- 3,5 (Stowarzyszenie Żywych Poetów, 2015)
- 1,1 (Convivo, 2021)